# 羅國瓛
羅國瓛（？—1647年），字念北，四川嘉定州人、南明政治、軍事人物。

## 生平
崇禎六年（1633年）癸酉科四川鄉試舉人，崇禎十六年（1643年）的進士。
隆武間，以廣西道監察御史，改巡按雲南。永曆元年（1647年）三月二十八日，孫可望在交水史家坡打敗總兵郄思孝而屠城，他在曲靖率領部下招攬八百名壯士守城。第二天孫可望攻城，羅國瓛出斬二千人，使其撤退。不久孫可望大軍到來，他拒守五十七日，曾命壯士在黑夜偷襲敵軍軍營，斬數千人。孫可望知道曲靖城兵少，包圍數圈，城內壯士傷亡後只剩十三人，於是城池失守。他與宗室朱壽𮢅、知府焦潤生、推官夏衍虞、朱服遠等人被送到雲南，孫可望命他督理學政，他卻不屈服，上吊自殺。

## 延伸阅读
[在维基数据编辑]
 《明史卷二百九十五》，出自《明史》